# Alexander Christian Friedrich von Württemberg

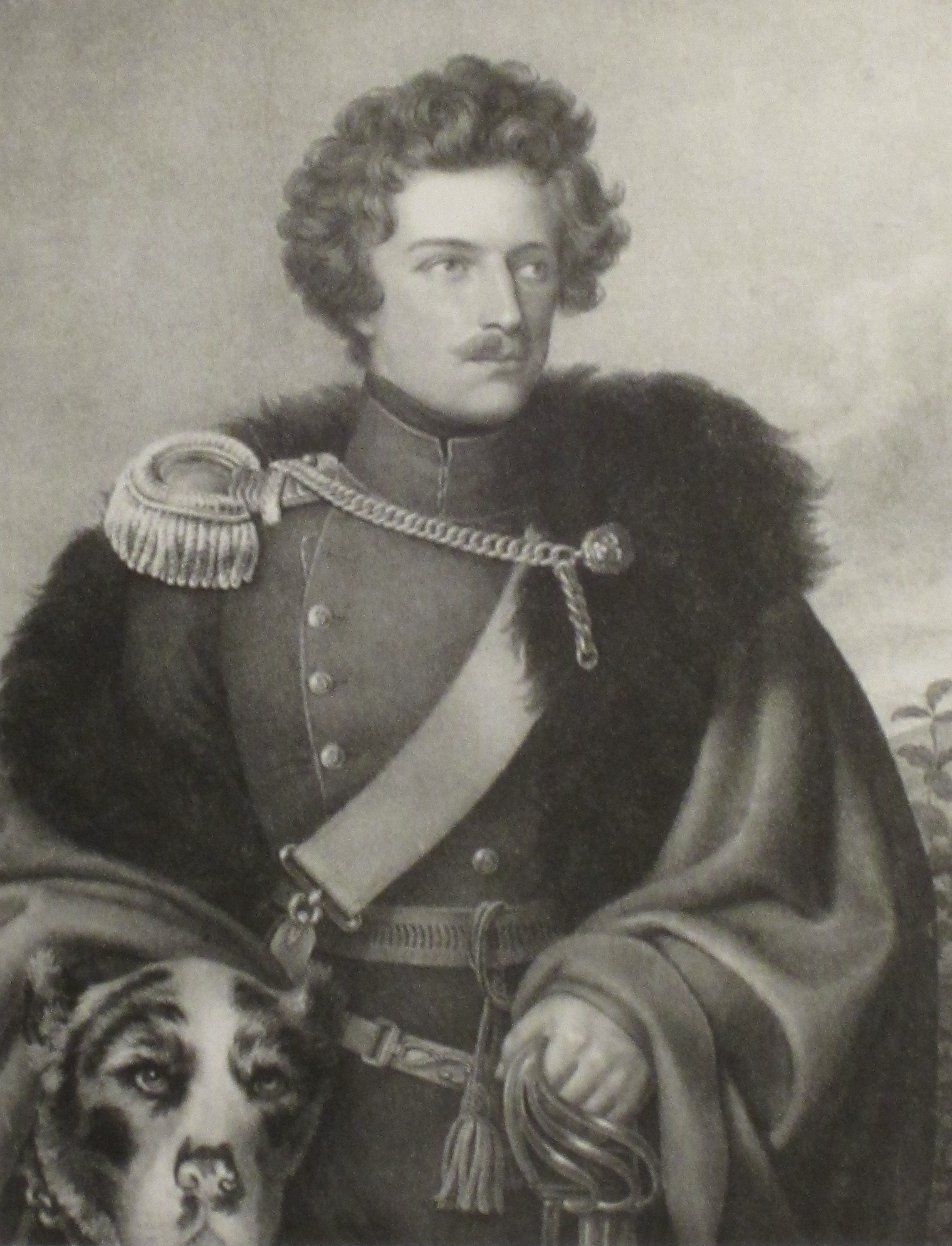
Alexander Graf von Württemberg

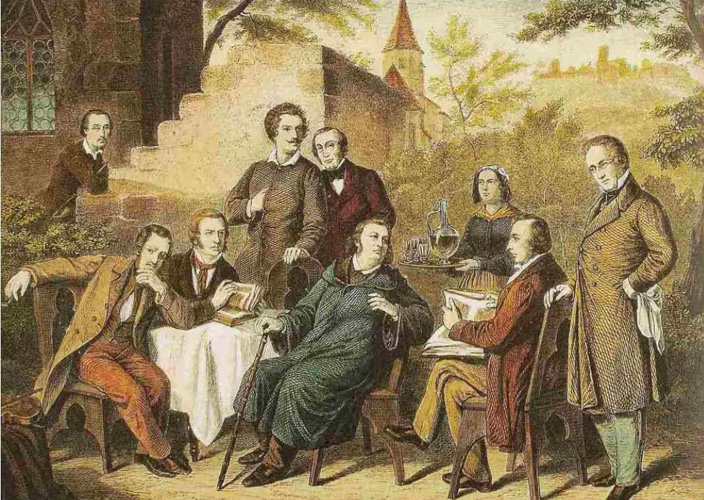
Seracher Dichterkreis. Von links: Theobald Kerner, Nikolaus Lenau, Gustav Schwab, Graf Alexander von Württemberg, Karl Mayer, Justinus Kerner, Friederike Kerner, Ludwig Uhland, Karl August Varnhagen von Ense

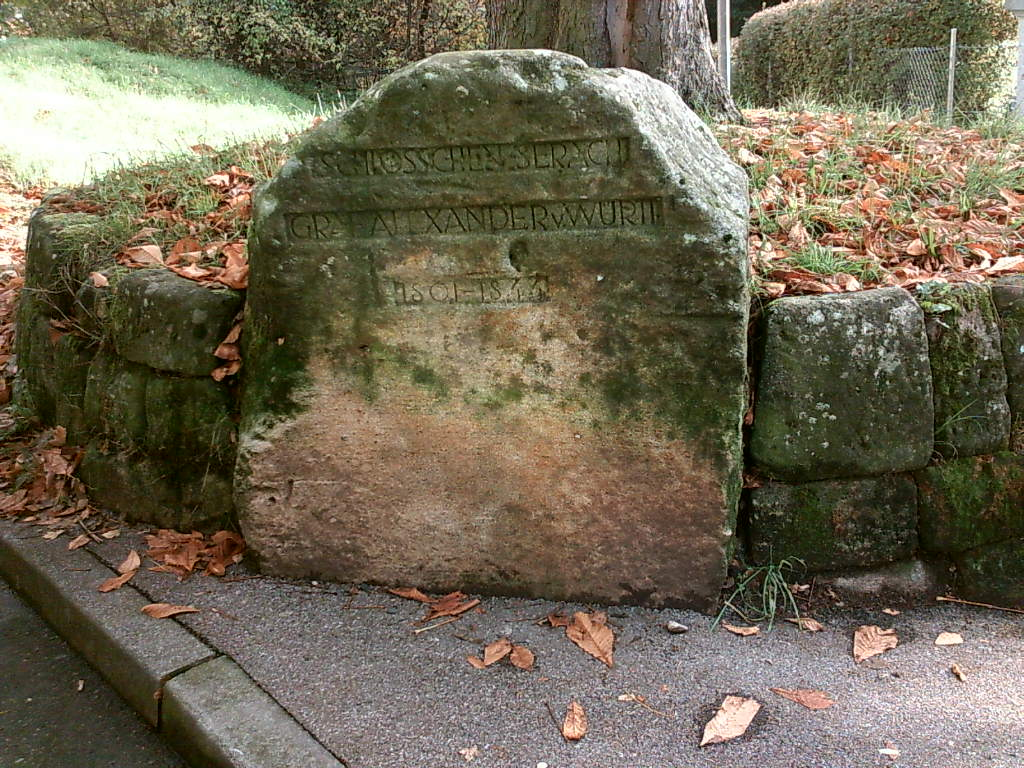
Gedenkstein vor Schloss Serach

Alexander Christian Friedrich Graf von Württemberg (* 5. November 1801 in Kopenhagen; † 7. Juli 1844 in Wildbad) war ein deutscher Dichter und Offizier.

## Leben
Alexander von Württemberg war der Sohn von Herzog Wilhelm Friedrich, einem Bruder von König Friedrich I. von Württemberg.
Er machte eine Ausbildung zum Berufsoffizier. Danach gehörte er als Oberstleutnant dem 3. Württembergischen Reiterregiment an. Das Regiment war in Esslingen am Neckar stationiert, wo Alexander von Württemberg das Obere Palmsche Palais am Markt bewohnte.
Als Sommersitz diente ihm das Schloss Serach. Dort traf er sich mit Dichtern wie Emma Niendorf, Gustav Schwab, Theobald Kerner, Justinus Kerner, Ludwig Uhland und Hermann Kurz. Diese Treffen wurden auch Seracher Dichterkreis genannt.
Besonders mit Nikolaus Lenau verband ihn eine tiefe Freundschaft, da er mit ihm Weltschmerz und Schwermut teilte, welche seinen Zustand ab 1832 prägten.
1844 starb er in Wildbad an einem Hirnschlag. Beigesetzt wurde er in der Stiftskirche in Stuttgart.
Er hinterließ die lyrische Sammlung Stimmen der Zeit, das unvollständige Lustspiel Salvator Rosa in Rom, daneben Einzelgedichte und Briefe an Persönlichkeiten wie Gräfin Marie von Taubenheim und Carl Christian Friedrich Weckherlin.